# Go West
Go West reprezintă o compilație promoțională scoasă de formația Transsylvania Phoenix în anul 2005, într-un număr limitat de bucăți, special pentru turneul formației care a avut loc în Statele Unite ale Americii. CD-ul conține piese cântate în limba engleză, extrase de pe albumele Transsylvania (1981), SymPhoenix/Timișoara (1992), Aniversare 35 (1997), În umbra marelui U.R.S.S. (2003) și două piese publicate în premieră, „Suddenly” și „Orujo”, ce au apărut câteva luni mai târziu pe albumul Baba Novak.

## Piese
1. Gipsy Romance Transsylvania (1981)
2. Wanting to Be Free... Transsylvania (1981)
3. Wedding Transsylvania (1981)
4. Tamara Aniversare 35 (1997)
5. Would You Follow Me...? Aniversare 35 (1997)
6. Stars Dance SymPhoenix/Timișoara (1992)
7. Empire of Vampires Aniversare 35 (1997)
8. Running SymPhoenix/Timișoara (1992)
9. The Measure of a Man În umbra marelui U.R.S.S. (2003)
10. Suddenly Baba Novak (2005)
11. Orujo Baba Novak (2005)

Muzică: Nicolae Covaci

Versuri: Tom Buggie (1, 2, 3, 7); Rolf Möntmann (1, 4, 6); John Kirkbride (5); Moni Bordeianu (6); Paul Jellis (8, 9); Nicolae Covaci (10, 11); Călin Angelescu (11)
Observație: Piesa „Gipsy Romance” (1) este aceeași cu „Gypsy Storie” (1981). „Suddenly” (10) este titlul inițial al piesei „To My Brothers...”. Pe coperta albumului, ca autori ai versurilor sunt menționați: Nicolae Covaci, Călin Angelescu, John Kirkbride, Tom Buggie și Paul Jellis.

## Componența formației
Pe copertă sunt trecuți atât membrii actuali, cât și cei din 1981, cu excepția lui Tom Buggie, a lui Mircea Baniciu și a lui Ionuț Contraș (probabil scăpări nedorite).
- Nicu Covaci – chitară electrică și acustică, voce
- Josef Kappl – chitară bas, voce
- Ovidiu Lipan – baterie
- Mani Neumann – vioară
- Ivan Kopilović – chitară bas, voce
- Sabin Dumbrăveanu – violoncel
- Cristi Gram – chitară electrică și acustică

Mulțumiri speciale:
- Corul „Song” și Orchestra Filarmonicii Radio din București.

Observație: Deși pe coperta albumului este menționat Ivan Kopilović la chitară bas, în realitate este vorba despre Tom Buggie.